# سوشمیتا بنیرجی
سوشمیتا بنیرجی (انگلیسی: Sushmita Banerjee؛ ۱۹۶۳/۱۹۶۴ – ۴/۵ سپتامبر ۲۰۱۳ نویسنده اهل هند بود.
سوشمیتا بنیرجی، نویسندهٔ مشهور هندی مُقیم افغانستان در ولایت پکتیکا، در ۶ سپتامبر ۲۰۱۳ به ضرب گلوله نیروهای طالبان به قتل رسید.
او کتابی تحت عنوان فرار از طالبان را نوشت که از کتابهای پُر فُروش و در هندوستان فیلمی از روی آن ساخته شد.
سوشمیتا بنیرجی که به جهت فعالیتهای زنان و بشردوستانه اش، به سیده کمال مشهور بود، در سال‌های اخیر یک مرکز بهداشتی درمانی زنان را در مناطق دور افتاده افغانستان اداره می‌کرد.